# Статистика и рекорды ФК «Манчестер Юнайтед»

Райан Гиггз — рекордсмен «Юнайтед» по количеству матчей за клуб

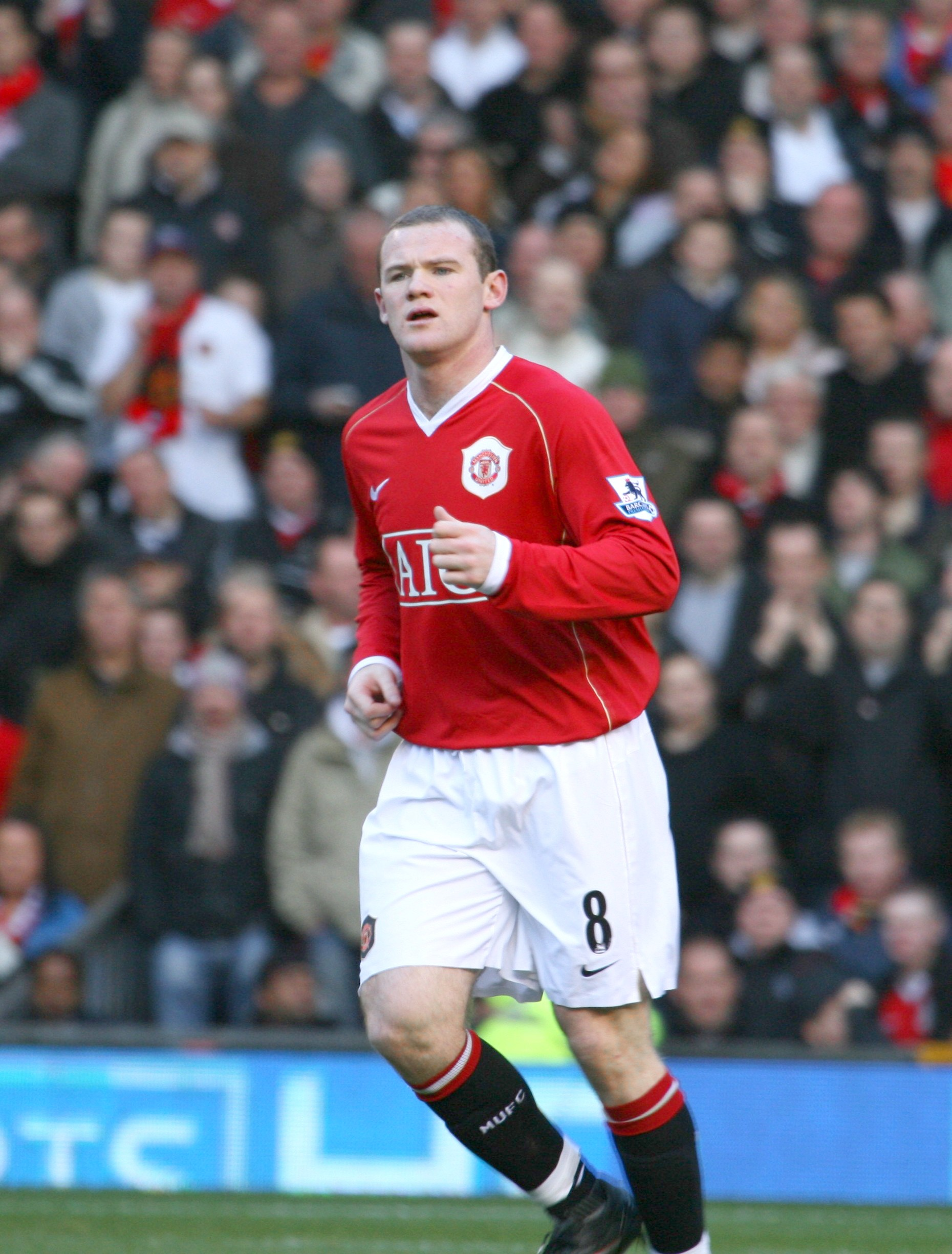
Уэйн Руни — лучший бомбардир в истории «Юнайтед»

Данная статья посвящена статистике и рекордам футбольного клуба «Манчестер Юнайтед». «Манчестер Юнайтед» является английским профессиональным футбольным клубом из Стретфорда, Большой Манчестер. Клуб был основан в 1878 году (под названием «Ньютон Хит»), приобрёл статус профессионального в 1885 году и вступил в Футбольную лигу Англии в 1892 году. В настоящее время «Манчестер Юнайтед» выступает в Премьер-лиге, высшем дивизионе чемпионата Англии. Клуб не покидал высший дивизион с 1975 года и никогда не опускался ниже второго дивизиона. «Юнайтед» также регулярно выступает в еврокубках с тех пор, как в 1956 году стал первым английским клубом в истории, принявшим участие в розыгрыше Кубка европейских чемпионов.
Статья содержит основную информацию о завоёванных клубом трофеях, его лучших бомбардирах и игроках с наибольшим количеством матчей, об итоговых достижениях во всех официальных соревнованиях и статистике тренерских карьер. Также приводятся списки крупнейших побед и поражений, рекордные трансферные суммы и статистика по количеству зрителей.
В настоящее время «Манчестер Юнайтед» является рекордсменом среди английских клубов по количеству побед в высшем дивизионе чемпионата Англии (20 раз). Помимо этого клуб удерживает рекорд по количеству побед в Премьер-лиге (13 побед) и в Суперкубке Англии (21 победа).
«Манчестер Юнайтед» является первым и единственным в истории английским клубом, которому удавалось выиграть Межконтинентальный кубок, а также первым английским клубом, выигравшим Клубный чемпионат мира.
Действующим рекордсменом клуба по количеству сыгранных матчей является Райан Гиггз (963 матча), а лучшим бомбардиром — Уэйн Руни (253 гола).
Внимание!

Приводимая ниже официальная статистика не учитывает матчи и голы в рамках Кубка Ланкашира, Кубка Манчестера и окрестностей, Комбинации (1888—1889), Футбольного альянса (1889—1892), Первого дивизиона 1939/40, военных лиг (1915—1919, 1939—1946), Военного кубка Футбольной лиги (1940—1941), Кубка коронации (1953), Кубка Уотни (1970—1971), Англо-итальянского кубка (1973), Суперкубка ScreenSport (1985), Турнира столетия (1988) и Трофея столетия (1988).
Терминология

Лига — Первый дивизион Футбольной лиги, Второй дивизион Футбольной лиги, Премьер-лига. 

Еврокубки — Кубок европейских чемпионов, Лига чемпионов УЕФА, Кубок ярмарок, Кубок УЕФА, Лига Европы УЕФА, Кубок обладателей кубков УЕФА. 

Прочие соревнования — Суперкубок Англии, Суперкубок УЕФА, Межконтинентальный кубок, Клубный чемпионат мира, тестовые матчи.
Данные откорректированы по состоянию на 16 августа 2024 года.

## Трофеи
Первым трофеем «Манчестер Юнайтед» стал Кубок Манчестера и окрестностей, выигранный в 1886 году. Первый титул национального уровня «Юнайтед» получил в 1908 году, став чемпионом Первого дивизиона Футбольной лиги. В следующем году клуб выиграл свой первый Кубок Англии.
В отношении количества трофеев наиболее удачный период для клуба пришёлся на 1990-е годы, когда в течение десяти лет «Манчестер Юнайтед» выиграл 6 чемпионских титулов Премьер-лиги, 4 Кубка Англии, 1 Кубок Футбольной лиги, 5 Суперкубков Англии, титул победителя Лиги чемпионов, Кубок обладателей кубков, Суперкубок УЕФА и Межконтинентальный кубок (всего 20 трофеев).
«Манчестер Юнайтед» стал первым победителем английской Премьер-лиги, а также первым английским клубом в истории, завоевавшим Кубок европейских чемпионов (в 1968 году). В 2017 году «Юнайтед» выиграл Лигу Европы УЕФА, которая на протяжении многих лет оставалась единственным крупным турниром, отсутствовавшим в трофейном кабинете клуба. После этой победы «Манчестер Юнайтед» стал пятым клубом, выигравшим все три главных европейских клубных трофея (Кубок европейских чемпионов/Лигу чемпионов УЕФА, Кубок УЕФА/Лигу Европы УЕФА и Кубок обладателей кубков). Другими клубами, имеющими такое достижение, являются «Ювентус», «Аякс», «Бавария» и «Челси».

### В Англии
| Турнир                                            | Лучший результат | Первое место | Второе место |
| ------------------------------------------------- | ---------------- | ------------ | ------------ |
| Премьер-лига / Первый дивизион                    | Победа           | 20           | 16           |
| Второй дивизион                                   | Победа           | 2            | 3            |
| Футбольный альянс                                 | Второе место     | 0            | 1            |
| Кубок Англии                                      | Победа           | 13           | 8            |
| Кубок Английской футбольной лиги                  | Победа           | 6            | 4            |
| Суперкубок Англии                                 | Победа           | 21           | 9            |
| Кубок европейских чемпионов / Лига чемпионов УЕФА | Победа           | 3            | 2            |
| Кубок УЕФА / Лига Европы УЕФА                     | Победа           | 1            | 0            |
| Кубок обладателей кубков УЕФА                     | Победа           | 1            | 0            |
| Кубок ярмарок                                     | Полуфинал        | 0            | 0            |
| Суперкубок УЕФА                                   | Победа           | 1            | 3            |
| Межконтинентальный кубок                          | Победа           | 1            | 1            |
| Клубный чемпионат мира                            | Победа           | 1            | 0            |

#### Лига
- Первый дивизион / Премьер-лига: 20[A 3]
  - 1907/08, 1910/11, 1951/52, 1955/56, 1956/57, 1964/65, 1966/67, 1992/93, 1993/94, 1995/96, 1996/97, 1998/99, 1999/00, 2000/01, 2002/03, 2006/07, 2007/08, 2008/09, 2010/11, 2012/13
- Второй дивизион: 2[A 4]
  - 1935/36, 1974/75

#### Кубки
- Кубок Англии: 13
  - 1909, 1948, 1963, 1977, 1983, 1985, 1990, 1994, 1996, 1999, 2004, 2016, 2024
- Кубок Английской футбольной лиги: 6
  - 1992, 2006, 2009, 2010, 2017, 2023
- Суперкубок Англии: 21 (* — совместно с оппонентом)
  - 1908, 1911, 1952, 1956, 1957, 1965*, 1967*, 1977*, 1983, 1990*, 1993, 1994, 1996, 1997, 2003, 2007, 2008, 2010, 2011, 2013, 2016

### На международном уровне
- Кубок европейских чемпионов / Лига чемпионов УЕФА: 3
  - 1968, 1999, 2008
- Кубок обладателей кубков УЕФА: 1
  - 1991
- Лига Европы УЕФА: 1
  - 2017
- Суперкубок УЕФА: 1
  - 1991
- Межконтинентальный кубок: 1
  - 1999
- Клубный чемпионат мира: 1
  - 2008

### Всего трофеев
- На местном уровне:
  - 62
- На международном уровне:
  - 8
- ИТОГО: 70

## Индивидуальные рекорды игроков

### Матчевые рекорды и статистика
- Наибольшее количество матчей во всех соревнованиях: 963 — Райан Гиггз[2]
- Наибольшее количество матчей в высшем дивизионе чемпионата Англии[A 5]: 672 — Райан Гиггз[7]
- Наибольшее количество матчей в Премьер-лиге: 632 — Райан Гиггз[8]
- Наибольшее количество матчей в Кубке Англии: 78 — Бобби Чарльтон[9]
- Наибольшее количество матчей в Кубке Английской футбольной лиги: 51 — Брайан Робсон[10]
- Наибольшее количество матчей в еврокубках: 157 — Райан Гиггз[11]
- Наибольшее количество матчей в прочих соревнованиях: 19 — Райан Гиггз[12]
- Наибольшее количество выходов на замену во всех соревнованиях: 161 — Райан Гиггз[2]
- Наибольшее количество выходов на замену в чемпионате Англии: 117 — Райан Гиггз[7]
- Наибольшее количество выходов на замену в еврокубках: 45 — Уле Гуннар Сульшер[11]

#### Игроки с наибольшим количеством матчей
В таблице указаны только официальные матчи
По состоянию на 16 августа 2024 года
| №  | Имя            | Период              | Всего | Лига | Кубок Англии | Кубок лиги | Еврокубки | Прочие |
| -- | -------------- | ------------------- | ----- | ---- | ------------ | ---------- | --------- | ------ |
| 1  | Райан Гиггз    | 1990—2014           | 963   | 672  | 74           | 41         | 157       | 19     |
| 2  | Бобби Чарльтон | 1956—1973           | 758   | 606  | 78           | 24         | 45        | 5      |
| 3  | Пол Скоулз     | 1994—2011 2012—2013 | 718   | 499  | 49           | 21         | 134       | 15     |
| 4  | Билл Фоулкс    | 1952—1970           | 688   | 566  | 61           | 3          | 52        | 6      |
| 5  | Гари Невилл    | 1992—2011           | 602   | 400  | 47           | 25         | 117       | 13     |
| 6  | Уэйн Руни      | 2004—2017           | 559   | 393  | 40           | 20         | 98        | 8      |
| 7  | Давид де Хеа   | 2011—2023           | 545   | 415  | 28           | 16         | 82        | 4      |
| 8  | Алекс Степни   | 1966—1978           | 539   | 433  | 44           | 35         | 23        | 4      |
| 9  | Тони Данн      | 1960—1973           | 535   | 414  | 55           | 21         | 40        | 5      |
| 10 | Денис Ирвин    | 1990—2002           | 529   | 368  | 43           | 31         | 75        | 12     |
| 11 | Джо Спенс      | 1919—1933           | 510   | 481  | 29           | 0          | 0         | 0      |
| 12 | Артур Олбистон | 1974—1988           | 485   | 379  | 36           | 40         | 27        | 3      |
| 13 | Рой Кин        | 1993—2006           | 480   | 326  | 46           | 14         | 82        | 12     |
| 14 | Брайан Макклер | 1987—1998           | 471   | 355  | 45           | 45         | 23        | 3      |
| 15 | Джордж Бест    | 1963—1974           | 470   | 361  | 46           | 25         | 34        | 4      |
| 16 | Марк Хьюз      | 1983—1986 1988—1995 | 467   | 345  | 46           | 38         | 33        | 5      |
| 17 | Майкл Каррик   | 2006—2018           | 464   | 316  | 35           | 19         | 86        | 8      |
| 18 | Брайан Робсон  | 1981—1994           | 461   | 345  | 35           | 51         | 27        | 3      |
| 19 | Мартин Бакен   | 1971—1983           | 456   | 376  | 39           | 30         | 10        | 1      |
| 20 | Рио Фердинанд  | 2002—2014           | 455   | 312  | 30           | 14         | 91        | 8      |

### Голевые рекорды и статистика
См. примечание  о количестве матчей в чемпионате Англии в разные периоды.

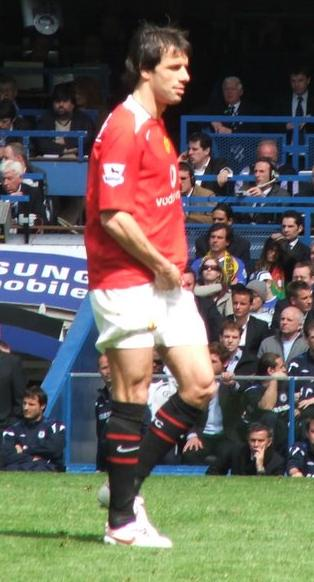
Руд ван Нистелрой — один из самых эффективных бомбардиров в истории «Юнайтед»

- Наибольшее количество голов во всех соревнованиях: 253 — Уэйн Руни[3]
- Наибольшее количество голов во всех соревнованиях среди полузащитников: 179 — Джордж Бест[3]
- Наибольшее количество голов в высшем дивизионе чемпионата Англии[A 5]: 199 — Бобби Чарльтон[13]
- Наибольшее количество голов в Премьер-лиге: 183 — Уэйн Руни[14]
- Наибольшее количество голов в Кубке Англии: 34 — Денис Лоу[15]
- Наибольшее количество голов в Кубке Футбольной лиги: 19 — Брайан Макклер[16]
- Наибольшее количество голов в еврокубках: 39 — Уэйн Руни[17]
- Наибольшее количество голов в прочих официальных соревнованиях: 6 — Гарольд Халс[18]
- Наибольшее количество голов в сезоне во всех соревнованиях (за всё время): 46 — Денис Лоу, 1963/64
- Наибольшее количество голов в сезоне во всех соревнованиях (с 1992 года): 44 — Руд ван Нистелрой, 2002/03
- Наибольшее количество голов в сезоне во всех соревнованиях среди полузащитников: 42 — Криштиану Роналду, 2007/08
- Наибольшее количество голов в сезоне в чемпионате Англии:
  - в 42-матчевом сезоне: 32 — Деннис Вайоллет, 1959/60
  - в 38-матчевом сезоне: 31 — Криштиану Роналду, 2007/08
  - в 30-матчевом сезоне: 22 — Генри Бойд, 1897/98
  - в 34-матчевом сезоне: 17 — Джек Педди, 1904/05
- Наибольшее количество голов в сезоне в Премьер-лиге:
  - в 38-матчевом сезоне: 31 — Криштиану Роналду, 2007/08
  - в 42-матчевом сезоне: 18 — Эрик Кантона, 1993/94
- Наименьшее количество голов в сезоне в чемпионате Англии у лучшего бомбардира клуба: 6 —
  - Бобби Чарльтон, 1972/73
  - Сэмми Макилрой, 1973/74
- Наибольшее количество хет-триков во всех соревнованиях: 18 — Денис Лоу[A 8]
- Наибольшее количество хет-триков в сезоне во всех соревнованиях: 7 — Денис Лоу, 1963/64[A 9]
- Наибольшее количество голов в одном матче: 6 —
  - Гарольд Халс, против «Суиндон Таун», Суперкубок Англии, 25 сентября 1911
  - Джордж Бест, против «Нортгемптон Таун», Кубок Англии, 7 февраля 1970
- Наибольшее количество голов в одном матче чемпионата Англии: 5 — 
  - Энди Коул, против «Ипсвич Таун», Премьер-лига, 4 марта 1995
  - Димитр Бербатов, против «Блэкберн Роверс», Премьер-лига, 27 ноября 2010
- Наибольшее количество голов после выходов на замену во всех соревнованиях: 28 — Уле Гуннар Сульшер
- Наибольшее количество голов после выходов на замену в чемпионате Англии: 16 — Уле Гуннар Сульшер
- Наибольшее количество голов после выходов на замену в еврокубках: 8 — Уле Гуннар Сульшер
- Наиболее длинная голевая серия во всех соревнованиях: 10 матчей — Руд ван Нистелрой
  - с 5 декабря 2001 по 19 января 2002 (14 голов)
  - с 22 марта 2003 по 11 мая 2003 (15 голов)
- Наиболее длинная голевая серия в чемпионате Англии: 10 матчей (15 голов) — Руд ван Нистелрой, с 22 марта 2003 по 23 августа 2003
- Наиболее длинная голевая серия в Лиге чемпионов: 10 матчей (14 голов) — Руд ван Нистелрой, с 28 августа 2002 по 23 апреля 2003
- Наиболее длинный период без пропущенных голов во всех соревнованиях: 1088 минут — Эдвин ван дер Сар, с 21 декабря 2008 по 4 марта 2009
- Наиболее длинный период без пропущенных голов в чемпионате Англии: 1311 минут — Эдвин ван дер Сар, с 8 ноября 2008 по 4 марта 2009
- Самый быстрый гол: на 15-й секунде — Райан Гиггз, против «Саутгемптона», Премьер-лига, 18 ноября 1995[19]
- Самый быстрый хет-трик: 4 минуты — Эрни Гоулдторп, против «Ноттс Каунти», Второй дивизион, 10 февраля 1923[20]
- Самые быстрые 4 гола: 13 минут — Уле Гуннар Сульшер, против «Ноттингем Форест», Премьер-лига, 6 февраля 1999[21]

#### Игроки с наибольшим количеством голов
В таблице указаны все игроки, забившие 100 и более голов за клуб в официальных матчах (в скобках — количество матчей)
По состоянию на 16 августа 2024 года
| №  | Имя                | Период              | Всего голов | Лига       | Кубок Англии | Кубок лиги | Еврокубки | Прочие    | Голов за матч |
| -- | ------------------ | ------------------- | ----------- | ---------- | ------------ | ---------- | --------- | --------- | ------------- |
| 1  | Уэйн Руни          | 2004—2017           | 253 (559)   | 183 (393)  | 022 0(40)    | 005 0(20)  | 039 0(98) | 004 00(8) | 0,456         |
| 2  | Бобби Чарльтон     | 1956—1973           | 249 (759)   | 199 (606)  | 019 0(78)    | 007 0(24)  | 022 0(45) | 002 00(5) | 0,328         |
| 3  | Денис Лоу          | 1962—1973           | 237 (404)   | 171 (309)  | 034 0(46)    | 003 0(11)  | 028 0(33) | 001 00(5) | 0,587         |
| 4  | Джек Роули         | 1937—1955           | 211 (424)   | 182 (380)  | 026 0(42)    | 000 00(0)  | 000 00(0) | 003 00(2) | 0,498         |
| 5  | Деннис Вайоллет    | 1952—1962           | 179 (293)   | 159 (259)  | 005 0(18)    | 001 0(2)   | 013 0(12) | 001 00(2) | 0,611         |
| 5  | Джордж Бест        | 1963—1974           | 179 (470)   | 137 (361)  | 021 0(46)    | 009 0(25)  | 011 0(34) | 001 00(4) | 0,381         |
| 7  | Райан Гиггз        | 1990—2014           | 168 (963)   | 114 (672)  | 012 0(74)    | 012 0(41)  | 029 (157) | 001 0(19) | 0,174         |
| 8  | Джо Спенс          | 1919—1933           | 167 (510)   | 157 (481)  | 010 0(29)    | 000 00(0)  | 000 00(0) | 000 00(0) | 0,329         |
| 9  | Марк Хьюз          | 1983—1986 1988—1995 | 163 (467)   | 120 (345)  | 017 0(46)    | 016 0(38)  | 009 0(33) | 001 00(5) | 0,349         |
| 10 | Пол Скоулз         | 1994—2011 2012—2013 | 155 (718)   | 107 (499)  | 013 0(49)    | 009 0(21)  | 026 (134) | 000 0(15) | 0,216         |
| 11 | Руд ван Нистелрой  | 2001—2006           | 150 (219)   | 095 (150)  | 014 0(14)    | 002 00(6)  | 038 0(47) | 001 00(2) | 0,685         |
| 12 | Стэн Пирсон        | 1937—1954           | 148 (343)   | 127 (312)  | 021 0(30)    | 000 00(0)  | 000 00(0) | 000 0(1)  | 0,431         |
| 13 | Дэвид Херд         | 1961—1968           | 145 (265)   | 114 (202)  | 015 0(35)    | 001 00(1)  | 014 0(25) | 001 00(2) | 0,547         |
| 13 | Криштиану Роналду  | 2003—2009 2021—2022 | 145 (346)   | 0103 (236) | 013 0(27)    | 004 0(12)  | 024 0(68) | 001 00(3) | 0,419         |
| 15 | Томми Тейлор       | 1952—1958           | 131 (191)   | 112 (166)  | 005 00(9)    | 000 00(0)  | 012 0(14) | 003 00(2) | 0,686         |
| 15 | Маркус Рашфорд     | 2016 — н. в.        | 131 (404)   | 083 (273)  | 009 0(36)    | 014 (23)   | 025 (69)  | 000 00(3) | 0,324         |
| 17 | Брайан Макклер     | 1987—1998           | 127 (471)   | 088 (355)  | 014 0(45)    | 019 0(45)  | 005 0(23) | 001 00(3) | 0,270         |
| 18 | Уле Гуннар Сульшер | 1996—2007           | 126 (366)   | 091 (235)  | 008 0(30)    | 007 0(11)  | 020 0(81) | 000 0(9)  | 0,344         |
| 19 | Энди Коул          | 1994—2002           | 121 (275)   | 093 (195)  | 009 0(21)    | 000 0(2)   | 019 0(50) | 000 0(7)  | 0,440         |
| 20 | Сэнди Тернбулл     | 1906—1915           | 101 (247)   | 090 (220)  | 010 0(25)    | 000 00(0)  | 000 00(0) | 001 00(2) | 0,409         |

### Обладатели «Золотого мяча»
| № | Год  | Имя               | Очки |
| - | ---- | ----------------- | ---- |
| 1 | 1964 | Денис Лоу         | 61   |
| 2 | 1966 | Бобби Чарльтон    | 81   |
| 3 | 1968 | Джордж Бест       | 61   |
| 4 | 2008 | Криштиану Роналду | 446  |

### Обладатели «Золотой бутсы»
| № | Год  | Имя               | Голы |
| - | ---- | ----------------- | ---- |
| 1 | 2008 | Криштиану Роналду | 31   |

### Лучшие бомбардиры Первого дивизиона Футбольной лиги / Премьер-лиги
| № | Сезон   | Имя               | Голы |
| - | ------- | ----------------- | ---- |
| 1 | 1959/60 | Деннис Вайоллет   | 32   |
| 2 | 1967/68 | Джордж Бест       | 28   |
| 3 | 1998/99 | Дуайт Йорк        | 18   |
| 4 | 2002/03 | Руд ван Нистелрой | 25   |
| 5 | 2007/08 | Криштиану Роналду | 31   |
| 6 | 2010/11 | Димитр Бербатов   | 20   |
| 7 | 2012/13 | Робин ван Перси   | 26   |

### Лучшие бомбардиры Кубка европейских чемпионов / Лиги чемпионов УЕФА
| № | Сезон   | Имя               | Голы |
| - | ------- | ----------------- | ---- |
| 1 | 1956/57 | Деннис Вайоллет   | 9    |
| 2 | 1968/69 | Денис Лоу         | 9    |
| 3 | 1998/99 | Дуайт Йорк        | 8    |
| 4 | 2001/02 | Руд ван Нистелрой | 10   |
| 5 | 2002/03 | Руд ван Нистелрой | 12   |
| 6 | 2004/05 | Руд ван Нистелрой | 8    |
| 7 | 2007/08 | Криштиану Роналду | 8    |

### Прочие рекорды
- Наибольшее количество трофеев (без учёта трофеев молодёжной команды): 34 — Райан Гиггз[22]
- Самый молодой игрок основного состава (неофициально): 16 лет и 19 дней — Дэвид Гаскелл, против «Манчестер Сити», Суперкубок Англии, 24 октября 1956[23][A 14]
- Самый молодой игрок основного состава (официально): 16 лет и 105 дней — Джефф Уайтфут, против «Портсмута», Первый дивизион, 15 апреля 1950[24]
- Самый возрастной игрок основного состава (за всё время): 46 лет и 281 день — Билли Мередит, против «Дерби Каунти», Первый дивизион, 7 мая 1921[25]
- Самый возрастной игрок основного состава (с 1946 года): 40 лет и 221 дней — Эдвин ван дер Сар, против «Барселоны», финал Лиги чемпионов УЕФА 2011, 28 мая 2011[26]
- Наибольшее количество матчей, проведённых подряд в чемпионате Англии: 206 — Стив Коппелл, с 15 января 1977 по 7 ноября 1981[27]

### Выступления в сборных

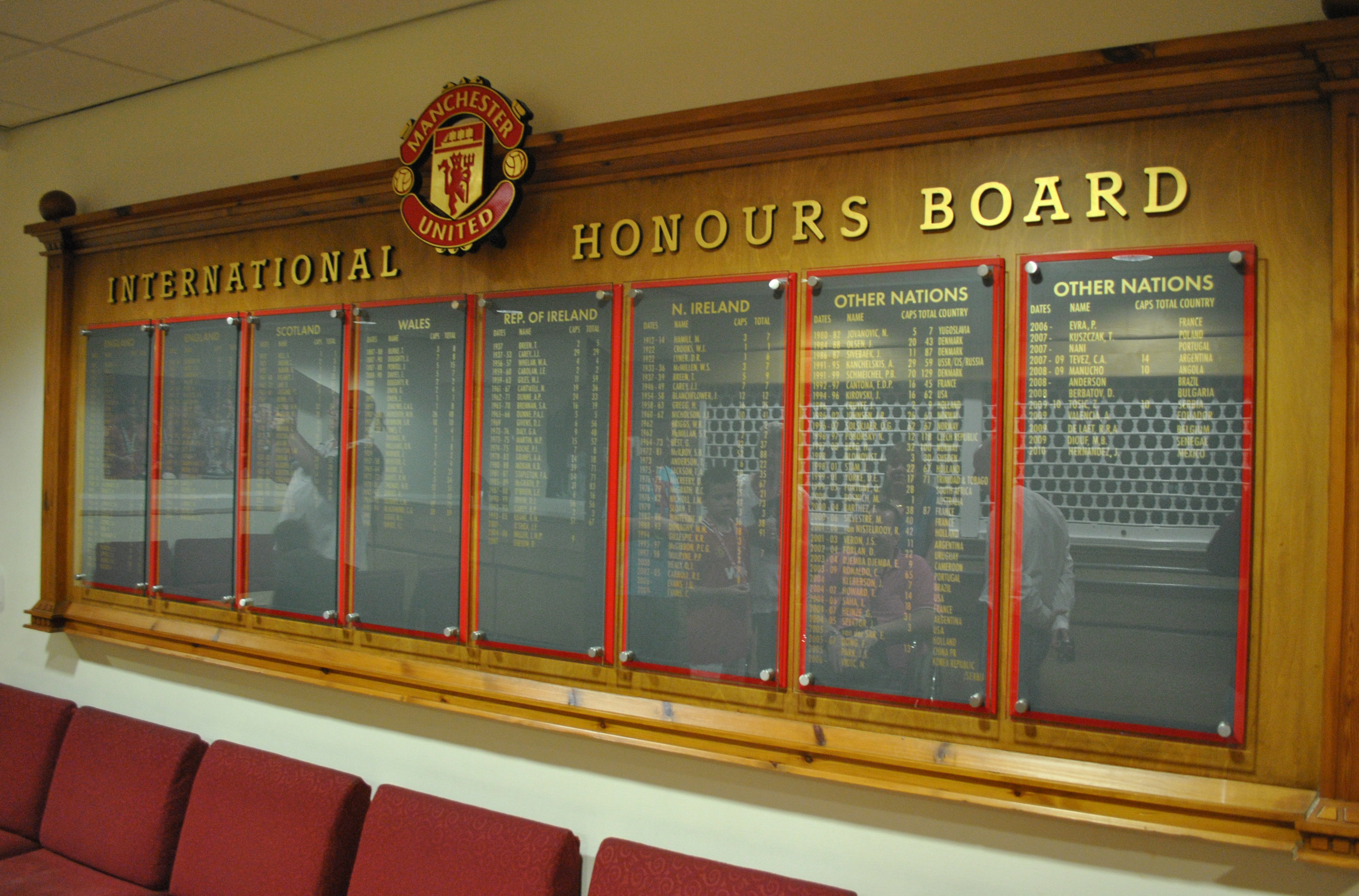
Доска на «Олд Траффорд» со списком игроков сборных

- Наибольшее количество матчей за национальную сборную: 130 — Эдвин ван дер Сар, сборная Нидерландов[28]
- Наибольшее количество голов за национальную сборную: 53 — Уэйн Руни, сборная Англии[28]
- Наибольшее количество матчей за национальную сборную в качестве игрока «Манчестер Юнайтед»: 106 — Бобби Чарльтон, сборная Англии[28]
- Наибольшее количество голов за национальную сборную в качестве игрока «Манчестер Юнайтед»: 49 — Бобби Чарльтон, сборная Англии[28]

### Трансферы

#### Рекордные уплаченные суммы

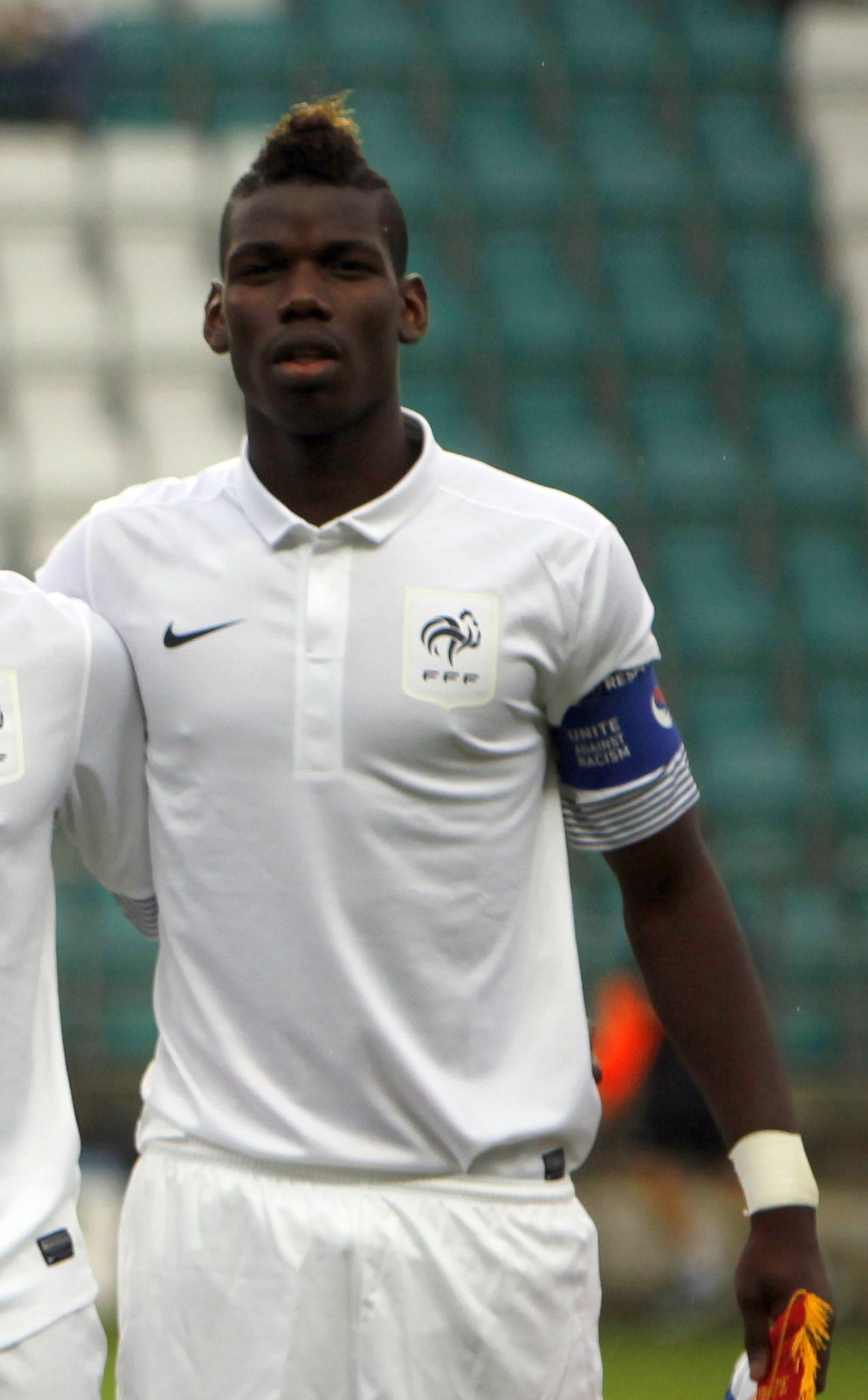
Поль Погба — самое дорогое приобретение в истории клуба

Самым дорогим приобретением «Манчестер Юнайтед» на данный момент является французский полузащитник Поль Погба, купленный у «Ювентуса» за 89 млн фунтов в августе 2016 года. До этого рекорд принадлежал трансферу Анхеля Ди Марии, за который «Реал Мадрид» получил 59,7 млн фунтов в августе 2014 года. Трансфер Уэйна Руни, купленного в 2004 году у «Эвертона» за 27 млн фунтов, стал самым дорогим в мире трансфером футболиста до 20 лет. В 2015 году клуб вновь побил мировой рекорд по сумме трансфера за игрока до 20 лет: за Антони Марсьяля «Юнайтед» заплатил «Монако» 36 млн фунтов. Летом 2019 года купленный у «Лестер Сити» Гарри Магуайр стал самым дорогим защитником в мире.
| №  | Имя               | Перешёл из клуба  | Сумма, £ | Дата трансфера |
| -- | ----------------- | ----------------- | -------- | -------------- |
| 1  | Поль Погба        | Ювентус           | 89,3 млн | Август 2016    |
| 2  | Антони            | Аякс              | 82 млн   | Сентябрь 2022  |
| 3  | Гарри Магуайр     | Лестер Сити       | 80 млн   | Август 2019    |
| 4  | Ромелу Лукаку     | Эвертон           | 75 млн   | Июль 2017      |
| 5  | Джейдон Санчо     | Боруссия Дортмунд | 73 млн   | Июль 2021      |
| 6  | Расмус Хёйлунн    | Аталанта          | 64 млн   | Август 2023    |
| 7  | Анхель Ди Мария   | Реал Мадрид       | 59,7 млн | Август 2014    |
| 8  | Мейсон Маунт      | Челси             | 55 млн   | Июль 2023      |
| 9  | Лисандро Мартинес | Аякс              | 48,3 млн | Июль 2022      |
| 10 | Фред              | Шахтёр Донецк     | 47 млн   | Июнь 2018      |
| 10 | Бруну Фернандеш   | Спортинг          | 47 млн   | Январь 2020    |

#### Исторические рекорды уплаченных сумм
Первым трансфером игрока в «Манчестер Юнайтед» (тогда известным под названием «Ньютон Хит») стал переход Гилберта Годсмарка из клуба «Эшфорд» в январе 1900 года. «Ньютон Хит» заплатил за него 40 £. Первый трансфер игрока за 1000 £ произошёл в 1910 году, когда «Манчестер Юнайтед» подписал Лесли Хофтона из клуба «Глоссоп». В 1953 году за трансфер Томми Тейлора из «Барнсли» планировалось заплатить 30 000 £, но Мэтт Басби не хотел, чтобы этот молодой игрок стал первым игроком «стоимостью 30 тысяч фунтов», и «Барнсли» снизил цену на символический 1 фунт стерлингов; таким образом, Тейлор был куплен на 29 999 £. Оставшийся 1 фунт стерлингов Басби достал из своего кошелька и дал на чай официантке.
Первым трансфером стоимостью более 100 000 £ стал переход Дениса Лоу из «Торино» в августе 1962 года за 110 000 £, что стало новым британским трансферным рекордом. В 1981 году «Манчестер Юнайтед» вновь побил британский рекорд, купив Брайана Робсона у «Вест Бромвича» за 1,5 млн £. В январе 1995 года «Юнайтед» приобрёл Энди Коула за 7 млн £, почти вдвое превысив свой предыдущий трансферный рекорд, который составлял 3,75 млн £, заплаченные за Роя Кина за 18 месяцев до этого. Летом 2001 года клуб дважды побил свой собственный трансферный рекорд, сначала подписав Руда ван Нистелроя из «ПСВ» за 19 млн £, а затем заплатив 28,1 млн £ за переход Хуана Себастьяна Верона из «Лацио».
Трансферы, выделенные полужирным шрифтом, являлись рекордными для британских клубов.
| Дата          | Игрок                | Перешёл из клуба     | Сумма, £   |
| ------------- | -------------------- | -------------------- | ---------- |
| Январь 1900   | Гилберт Годсмарк     | Эшфорд               | 40         |
| Январь 1903   | Алекс Белл           | Эр Паркхаус          | 700        |
| Июль 1910     | Лесли Хофтон         | Глоссоп              | 1000       |
| Март 1914     | Джордж Хантер        | Челси                | 1300       |
| Сентябрь 1920 | Том Миллер           | Ливерпуль            | 2000       |
| Ноябрь 1921   | Нил Макбейн          | Эйр Юнайтед          | 6000       |
| Февраль 1938  | Джек Смит            | Ньюкасл Юнайтед      | 6500       |
| Март 1949     | Джон Дауни           | Брэдфорд Парк Авеню  | 18 000     |
| Март 1953     | Томми Тейлор         | Барнсли              | 29 999     |
| Сентябрь 1958 | Альберт Куиксолл     | Шеффилд Уэнсдей      | 45 000     |
| Август 1962   | Денис Лоу            | Торино               | 110 000    |
| Август 1968   | Вилли Морган         | Бернли               | 117 000    |
| Февраль 1972  | Мартин Бакен         | Абердин              | 125 000    |
| Март 1972     | Иан Стори-Мур        | Ноттингем Форест     | 200 000    |
| Январь 1978   | Джо Джордан          | Лидс Юнайтед         | 350 000    |
| Февраль 1978  | Гордон Маккуин       | Лидс Юнайтед         | 495 000    |
| Август 1979   | Рэй Уилкинс          | Челси                | 825 000    |
| Октябрь 1980  | Гарри Бертлс         | Ноттингем Форест     | 1 250 000  |
| Октябрь 1981  | Брайан Робсон        | Вест Бромвич Альбион | 1 500 000  |
| Июнь 1988     | Марк Хьюз            | Барселона            | 1 800 000  |
| Август 1989   | Гари Паллистер       | Мидлсбро             | 2 300 000  |
| Сентябрь 1989 | Пол Инс              | Вест Хэм Юнайтед     | 2 400 000  |
| Июль 1993     | Рой Кин              | Ноттингем Форест     | 3 750 000  |
| Январь 1995   | Энди Коул            | Ньюкасл Юнайтед      | 7 000      |
| Июль 1998     | Яп Стам              | ПСВ Эйндховен        | 10 750 000 |
| Август 1998   | Дуайт Йорк           | Астон Вилла          | 12 600 000 |
| Июнь 2001     | Руд ван Нистелрой    | ПСВ Эйндховен        | 19 000     |
| Июль 2001     | Хуан Себастьян Верон | Лацио                | 28 100 000 |
| Июль 2002     | Рио Фердинанд        | Лидс Юнайтед         | 29 100 000 |
| Сентябрь 2008 | Димитр Бербатов      | Тоттенхэм Хотспур    | 30 750 000 |
| Январь 2014   | Хуан Мата            | Челси                | 37 100 000 |
| Август 2014   | Анхель Ди Мария      | Реал Мадрид          | 59 700 000 |
| Август 2016   | Поль Погба           | Ювентус              | 89 000     |

#### Рекордные полученные суммы

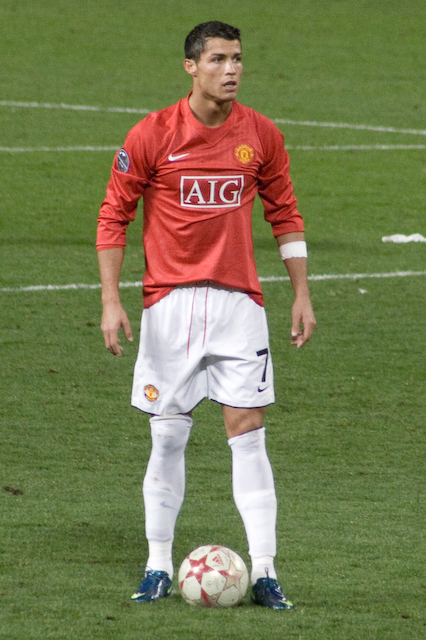
Криштиану Роналду был продан в «Реал» за рекордную сумму в 80 млн фунтов

| №  | Имя                  | Перешёл в клуб  | Сумма, £  | Дата трансфера |
| -- | -------------------- | --------------- | --------- | -------------- |
| 1  | Криштиану Роналду    | Реал Мадрид     | 80 млн    | Июль 2009      |
| 2  | Ромелу Лукаку        | Интернационале  | 74 млн    | Август 2019    |
| 3  | Анхель Ди Мария      | Пари Сен-Жермен | 44,3 млн  | Август 2015    |
| 4  | Дэвид Бекхэм         | Реал Мадрид     | 24,5 млн  | Июнь 2003      |
| 5  | Морган Шнедерлен     | Эвертон         | 24 млн    | Январь 2017    |
| 6  | Яп Стам              | Лацио           | 16,35 млн | Август 2001    |
| 7  | Дэнни Уэлбек         | Арсенал         | 16 млн    | Сентябрь 2014  |
| 8  | Мемфис Депай         | Олимпик Лион    | 16 млн    | Январь 2017    |
| 9  | Хуан Себастьян Верон | Челси           | 15 млн    | Август 2003    |
| 10 | Дейли Блинд          | Аякс Амстердам  | 14 млн    | Июль 2018      |

#### Исторические рекорды полученных сумм
Первым игроком, проданным из «Манчестер Юнайтед» (тогда известным под названием «Ньютон Хит») стал Уильям Брайант, который перешёл в «Блэкберн Роверс» за 50 £ в апреле 1900 года. Чуть позже в том же месяце «Манчестер Сити» заплатил в пять раз больше за переход шотландца Джо Кэссиди. Гарольд Халс стал первым игроком, за трансфер которого «Манчестер Юнайтед» получил 1000 £, когда нападающий перешёл в «Астон Виллу» летом 1912 года.
В марте 1949 года «Юнайтед» установил свой первый британский трансферный рекорд по продаже игрока, получив 24 500 £ от «Дерби Каунти» за Джонни Морриса. Новый рекорд состоялся лишь спустя 35 лет, когда Рэй Уилкинс был продан в итальянский «Милан» за 1,5 млн £ в июне 1984 года. Через два года был побит очередной британский рекорд, когда Марк Хьюз был продан в «Барселону» за 2,5 млн £. В июле 2009 года был установлен мировой трансферный рекорд: Криштиану Роналду был продан в «Реал Мадрид» за 80 млн £.
Трансферы, выделенные полужирным шрифтом, являлись рекордными для британских клубов.
| Дата          | Игрок             | Продан в клуб            | Сумма, £   |
| ------------- | ----------------- | ------------------------ | ---------- |
| Апрель 1900   | Уильям Брайант    | Блэкберн Роверс          | 50         |
| Апрель 1900   | Джо Кэссиди       | Манчестер Сити           | 250        |
| Октябрь 1909  | Алекс Дауни       | Олдем Атлетик            | 600        |
| Июнь 1911     | Тед Коннор        | Шеффилд Юнайтед          | 750        |
| Июль 1912     | Гарольд Халс      | Астон Вилла              | 1200       |
| Август 1913   | Чарли Робертс     | Олдем Атлетик            | 1750       |
| Декабрь 1920  | Томми Миан        | Челси                    | 3300       |
| Сентябрь 1937 | Джордж Матч       | Престон Норт Энд         | 5000       |
| Март 1948     | Джо Уолтон        | Престон Норт Энд         | 10 000     |
| Март 1949     | Джонни Моррис     | Дерби Каунти             | 24 500     |
| Январь 1962   | Деннис Вайоллет   | Сток Сити                | 25 000     |
| Март 1962     | Уоррен Брэдли     | Бери                     | 40 000     |
| Июнь 1972     | Фрэнсис Бернс     | Саутгемптон              | 50 000     |
| Июнь 1972     | Алан Гоулинг      | Хаддерсфилд Таун         | 60 000     |
| Март 1973     | Тед Макдугалл     | Вест Хэм Юнайтед         | 130 000    |
| Март 1977     | Джерри Дейли      | Дерби Каунти             | 175 000    |
| Апрель 1978   | Гордон Хилл       | Дерби Каунти             | 250 000    |
| Август 1979   | Брайан Гринхофф   | Лидс Юнайтед             | 350 000    |
| Октябрь 1980  | Энди Ритчи        | Брайтон энд Хоув Альбион | 500 000    |
| Июнь 1984     | Рэй Уилкинс       | Милан                    | 1 500 000  |
| Август 1986   | Марк Хьюз         | Барселона                | 2 500 000  |
| Июль 1995     | Пол Инс           | Интернационале           | 7 000      |
| Август 2001   | Яп Стам           | Лацио                    | 16 350 000 |
| Июнь 2003     | Дэвид Бекхэм      | Реал Мадрид              | 24 500 000 |
| Июль 2009     | Криштиану Роналду | Реал Мадрид              | 80 000     |

## Индивидуальные рекорды тренеров
- Тренер, выигравший первый трофей общенационального уровня: Эрнест Мангнэлл, Первый дивизион Футбольной лиги, 1908 год[59]
- Наиболее продолжительная тренерская карьера: 26 лет и 198 дней (1500 официальных матчей) — Алекс Фергюсон (с 6 ноября 1986 по 30 июня 2013)[60][61]
- Наибольшее количество трофеев: 38 — Алекс Фергюсон[61]

## Командные рекорды
По состоянию на 12 марта 2020 года

### Итоговые результаты во всех соревнованиях
(Д — домашние матчи; В — матчи на выезде; Н — матчи на нейтральном поле; И — итого)
| Итоговые результаты во всех соревнованиях         |               |              |        |       |           |        |           |         |          |             |                |                   |
| Соревнование                                      | Д / В / Н / И | Всего матчей | Победы | Ничьи | Поражения | Забито | Пропущено | % побед | % ничьих | % поражений | Забито за матч | Пропущено за матч |
| ------------------------------------------------- | ------------- | ------------ | ------ | ----- | --------- | ------ | --------- | ------- | -------- | ----------- | -------------- | ----------------- |
| Премьер-лига                                      | Д             | 534          | 381    | 99    | 54        | 1133   | 373       | 71,35%  | 18,54%   | 10,11%      | 2,12           | 0,70              |
| Премьер-лига                                      | В             | 533          | 279    | 134   | 120       | 900    | 586       | 52,35%  | 25,14%   | 22,51%      | 1,69           | 1,10              |
| Премьер-лига                                      | И             | 1067         | 660    | 233   | 174       | 2033   | 959       | 61,86%  | 21,84%   | 16,31%      | 1,91           | 0,90              |
| Первый дивизион                                   | Д             | 1370         | 758    | 339   | 273       | 2614   | 1440      | 55,33%  | 24,74%   | 19,93%      | 1,91           | 1,05              |
| Первый дивизион                                   | В             | 1370         | 404    | 365   | 601       | 1909   | 2435      | 29,49%  | 26,64%   | 43,87%      | 1,39           | 1,78              |
| Первый дивизион                                   | И             | 2740         | 1162   | 704   | 874       | 4523   | 3875      | 42,41%  | 25,69%   | 31,90%      | 1,65           | 1,41              |
| Второй дивизион                                   | Д             | 408          | 278    | 71    | 59        | 936    | 344       | 68,14%  | 17,40%   | 14,46%      | 2,29           | 0,84              |
| Второй дивизион                                   | В             | 408          | 128    | 97    | 183       | 497    | 622       | 31,37%  | 23,77%   | 44,85%      | 1,22           | 1,52              |
| Второй дивизион                                   | И             | 816          | 406    | 168   | 242       | 1433   | 966       | 49,75%  | 20,59%   | 29,66%      | 1,76           | 1,18              |
| Итого в лиге                                      | Д             | 2312         | 1417   | 509   | 386       | 4683   | 2157      | 61,29%  | 22,02%   | 16,70%      | 2,03           | 0,93              |
| Итого в лиге                                      | В             | 2311         | 811    | 596   | 904       | 3306   | 3643      | 35,09%  | 25,79%   | 39,12%      | 1,43           | 1,58              |
| Итого в лиге                                      | И             | 4623         | 2228   | 1105  | 1290      | 7989   | 5800      | 48,19%  | 23,90%   | 27,90%      | 1,73           | 1,25              |
| Кубок Англии                                      | Д             | 206          | 134    | 38    | 34        | 427    | 179       | 65,05%  | 18,45%   | 16,50%      | 2,07           | 0,87              |
| Кубок Англии                                      | В             | 190          | 90     | 47    | 53        | 328    | 255       | 47,37%  | 24,74%   | 27,89%      | 1,73           | 1,34              |
| Кубок Англии                                      | Н             | 69           | 36     | 16    | 17        | 113    | 71        | 52,17%  | 23,19%   | 24,64%      | 1,64           | 1,03              |
| Кубок Англии                                      | И             | 465          | 260    | 101   | 104       | 868    | 505       | 55,91%  | 21,72%   | 22,37%      | 1,87           | 1,09              |
| Кубок Английской футбольной лиги                  | Д             | 99           | 72     | 14    | 13        | 207    | 84        | 72,73%  | 14,14%   | 13,13%      | 2,09           | 0,85              |
| Кубок Английской футбольной лиги                  | В             | 93           | 40     | 17    | 36        | 139    | 128       | 43,01%  | 18,28%   | 38,71%      | 1,49           | 1,38              |
| Кубок Английской футбольной лиги                  | Н             | 9            | 4      | 1     | 4         | 12     | 11        | 44,44%  | 11,11%   | 44,44%      | 1,33           | 1,22              |
| Кубок Английской футбольной лиги                  | И             | 201          | 116    | 32    | 53        | 358    | 223       | 57,71%  | 15,92%   | 26,37%      | 1,78           | 1,11              |
| Итого в национальных кубках                       | Д             | 305          | 206    | 52    | 47        | 634    | 263       | 67,54%  | 17,05%   | 15,41%      | 2,08           | 0,86              |
| Итого в национальных кубках                       | В             | 283          | 130    | 64    | 89        | 467    | 383       | 45,94%  | 22,61%   | 31,45%      | 1,65           | 1,35              |
| Итого в национальных кубках                       | Н             | 78           | 40     | 17    | 21        | 125    | 82        | 51,28%  | 21,79%   | 26,92%      | 1,60           | 1,05              |
| Итого в национальных кубках                       | И             | 666          | 376    | 133   | 157       | 1226   | 728       | 56,46%  | 19,97%   | 23,57%      | 1,84           | 1,09              |
| Кубок европейских чемпионов / Лига чемпионов УЕФА | Д             | 137          | 97     | 26    | 14        | 312    | 110       | 70,80%  | 18,98%   | 10,22%      | 2,28           | 0,80              |
| Кубок европейских чемпионов / Лига чемпионов УЕФА | В             | 137          | 55     | 39    | 43        | 186    | 146       | 40,15%  | 28,47%   | 31,39%      | 1,36           | 1,07              |
| Кубок европейских чемпионов / Лига чемпионов УЕФА | Н             | 5            | 2      | 1     | 2         | 8      | 8         | 40,00%  | 20,00%   | 40,00%      | 1,60           | 1,60              |
| Кубок европейских чемпионов / Лига чемпионов УЕФА | И             | 279          | 154    | 66    | 59        | 506    | 264       | 55,20%  | 23,66%   | 21,15%      | 1,81           | 0,95              |
| Кубок обладателей кубков УЕФА                     | Д             | 15           | 10     | 5     | 0         | 38     | 10        | 66,67%  | 33,33%   | 00,00%      | 2,53           | 0,67              |
| Кубок обладателей кубков УЕФА                     | В             | 15           | 5      | 4     | 6         | 15     | 24        | 33,33%  | 26,67%   | 40,00%      | 1,00           | 1,60              |
| Кубок обладателей кубков УЕФА                     | Н             | 1            | 1      | 0     | 0         | 2      | 1         | 100,00% | 00,00%   | 00,00%      | 2,00           | 1,00              |
| Кубок обладателей кубков УЕФА                     | И             | 31           | 16     | 9     | 6         | 55     | 35        | 51,61%  | 29,03%   | 19,36%      | 1,77           | 1,13              |
| Кубок УЕФА / Лига Европы УЕФА                     | Д             | 30           | 19     | 9     | 2         | 65     | 19        | 63,33%  | 30,00%   | 6,67%       | 2,17           | 0,63              |
| Кубок УЕФА / Лига Европы УЕФА                     | В             | 32           | 10     | 10    | 12        | 40     | 31        | 31,25%  | 31,25%   | 37,50%      | 1,25           | 0,97              |
| Кубок УЕФА / Лига Европы УЕФА                     | Н             | 1            | 1      | 0     | 0         | 2      | 0         | 100,00% | 0,00%    | 0,00%       | 2,00           | 0,00              |
| Кубок УЕФА / Лига Европы УЕФА                     | И             | 63           | 30     | 19    | 14        | 107    | 50        | 44,44%  | 31,48%   | 24,07%      | 1,59           | 0,87              |
| Итого в еврокубках                                | Д             | 182          | 126    | 40    | 16        | 415    | 139       | 69,23%  | 21,98%   | 8,79%       | 2,28           | 0,76              |
| Итого в еврокубках                                | В             | 184          | 70     | 53    | 61        | 241    | 201       | 38,04%  | 28,80%   | 33,15%      | 1,31           | 1,09              |
| Итого в еврокубках                                | Н             | 7            | 4      | 1     | 2         | 12     | 9         | 57,14%  | 14,29%   | 28,57%      | 1,71           | 1,29              |
| Итого в еврокубках                                | И             | 373          | 200    | 94    | 79        | 668    | 349       | 53,62%  | 25,20%   | 21,18%      | 1,79           | 0,94              |
| Прочие соревнования                               | Д             | 8            | 4      | 4     | 0         | 18     | 9         | 50,00%  | 50,00%   | 00,00%      | 2,25           | 1,13              |
| Прочие соревнования                               | В             | 6            | 1      | 0     | 5         | 4      | 13        | 16,67%  | 00,00%   | 83,33%      | 0,67           | 2,17              |
| Прочие соревнования                               | Н             | 37           | 14     | 11    | 12        | 60     | 50        | 37,84%  | 29,41%   | 33,33%      | 1,62           | 1,35              |
| Прочие соревнования                               | И             | 51           | 19     | 15    | 17        | 82     | 72        | 37,25%  | 29,41%   | 33,33%      | 1,61           | 1,41              |
| ИТОГО                                             | Д             | 2807         | 1753   | 605   | 449       | 5750   | 2568      | 62,45%  | 21,55%   | 16,00%      | 2,05           | 0,91              |
| ИТОГО                                             | В             | 2784         | 1012   | 713   | 1059      | 4018   | 4240      | 36,35%  | 25,61%   | 38,04%      | 1,44           | 1,52              |
| ИТОГО                                             | Н             | 122          | 58     | 29    | 35        | 197    | 141       | 47,54%  | 23,77%   | 28,69%      | 1,61           | 1,16              |
| ИТОГО                                             | И             | 5713         | 2823   | 1347  | 1543      | 9965   | 6949      | 49,41%  | 23,58%   | 27,01%      | 1,74           | 1,22              |

### Достижения в Премьер-лиге (в сравнении с другими клубами)
| № | Клуб              | И    | В   | Н   | П   | МЗ   | МП   | Очки | % В    | % Н    | % П    | З/М  | П/М  | О/М  |
| - | ----------------- | ---- | --- | --- | --- | ---- | ---- | ---- | ------ | ------ | ------ | ---- | ---- | ---- |
| 1 | Манчестер Юнайтед | 1067 | 660 | 233 | 174 | 2033 | 959  | 2213 | 61,86% | 21,84% | 16,31% | 1,91 | 0,90 | 2,07 |
| 2 | Арсенал           | 1066 | 574 | 273 | 219 | 1885 | 1049 | 1995 | 53,85% | 25,61% | 20,54% | 1,77 | 0,98 | 1,87 |
| 3 | Челси             | 1067 | 572 | 263 | 232 | 1821 | 1041 | 1979 | 53,61% | 24,65% | 21,74% | 1,71 | 0,98 | 1,85 |
| 4 | Ливерпуль         | 1067 | 556 | 263 | 248 | 1840 | 1067 | 1931 | 52,11% | 24,65% | 23,24% | 1,72 | 1,00 | 1,81 |
| 5 | Тоттенхэм Хотспур | 1067 | 457 | 265 | 345 | 1594 | 1346 | 1636 | 42,83% | 24,84% | 32,33% | 1,49 | 1,26 | 1,53 |

## Матчи
- Первый матч в Кубке Англии: 2:2, против «Флитвуд Рейнджерс», 30 октября 1886
- Первый матч в Футбольном альянсе: 4:1, против «Сандерленд Альбион», 21 сентября 1889
- Первый матч в Футбольной лиге: 3:4, против «Блэкберн Роверс», 3 сентября 1892
- Первый матч в еврокубках: 2:0, против «Андерлехта», Кубок европейских чемпионов, 12 сентября 1956
- Первый матч в Кубке Футбольной лиги: 1:1, против «Эксетер Сити», 19 октября 1960
- Первый матч в Премьер-лиге: 1:2, против «Шеффилд Юнайтед», 15 августа 1992

### Рекордные победы
- Самая крупная победа во всех соревнованиях:
  - 10:0 — против «Андерлехта», Кубок европейских чемпионов, 26 сентября 1956
  - 10:1 — против «Вулверхэмптон Уондерерс», Первый дивизион, 15 октября 1892
- Самая крупная победа в чемпионате Англии:
  - 9:0 — против «Уолсолл Таун Свифтс», Второй дивизион, 3 апреля 1895
  - 9:0 — против «Дарвена», Второй дивизион, 24 декабря 1898
  - 10:1 — против «Вулверхэмптон Уондерерс», Первый дивизион, 15 октября 1892
- Самая крупная победа в Премьер-лиге:
  - 9:0 — против «Ипсвич Таун», 4 марта 1995
  - 8:1 — против «Ноттингем Форест», 6 февраля 1999
- Самая крупная победа в Кубке Англии:
  - 8:0 — против «Йовил Таун», 12 февраля 1949
  - 8:2 — против «Нортгемптон Таун», 7 февраля 1970
- Самая крупная победа в еврокубках:
  - 10:0 — против «Андерлехта», Кубок европейских чемпионов, 26 сентября 1956
  - 7:1 — против «Уотерфорд Юнайтед», Кубок европейских чемпионов, 2 октября 1968
  - 7:1 — против «Ромы», Лига чемпионов, 10 апреля 2007

### Рекордные поражения
- Самое крупное поражение в чемпионате Англии:
  - 0:7 — против «Блэкберн Роверс», Первый дивизион, 10 апреля 1926
  - 0:7 — против «Астон Виллы», Первый дивизион, 27 декабря 1930
  - 0:7 — против «Вулверхэмптон Уондерерс», Второй дивизион, 26 декабря 1931
  - 0:7 — против «Ливерпуля», Премьер-лига, 5 марта 2023
  - 1:7 — против «Сток Сити», Первый дивизион, 7 января 1893
  - 1:7 — против «Ливерпуля», Второй дивизион, 12 октября 1895
  - 1:7 — против «Астон Виллы», Первый дивизион, 26 февраля 1910
  - 1:7 — против «Ньюкасл Юнайтед», Первый дивизион, 10 сентября 1927
  - 1:7 — против «Чарльтон Атлетик», Первый дивизион, 11 февраля 1939
- Самое крупное поражение в Кубке Англии:
  - 0:6 — против «Шеффилд Уэнсдей», 20 февраля 1904
  - 1:7 — против «Бернли», 13 февраля 1901

### Матчевые серии

#### Серии во всех соревнованиях
- Наиболее длинная беспроигрышная серия во всех соревнованиях: 33 матча — с 26 декабря 1998 по 26 мая 1999
- Наиболее длинная беспроигрышная домашняя серия во всех соревнованиях: 38 матчей — с 26 декабря 1998 по 15 апреля 2000
- Наиболее длинная безвыигрышная серия во всех соревнованиях: 16 матчей — с 19 апреля по 25 октября 1930
- Наиболее длинная серия поражений во всех соревнованиях: 14 матчей — с 26 апреля по 25 октября 1930

#### Серии в чемпионате Англии
- Наиболее длинная беспроигрышная серия в чемпионате Англии: 29 матчей —
  - с 26 декабря 1998 по 25 сентября 1999, Премьер-лига[62]
  - с 11 апреля 2010 по 1 февраля 2011, Премьер-лига[63]
- Наиболее длинная беспроигрышная серия в Первом дивизионе: 20 матчей — с 27 декабря 1966 по 13 мая 1967
- Наиболее длинная беспроигрышная домашняя серия в высшем дивизионе чемпионата Англии: 37 матчей — с 27 апреля 1966 по 20 января 1968, Первый дивизион
- Наиболее длинная беспроигрышная домашняя серия в Премьер-лиге: 36 матчей — с 26 декабря 1998 по 2 декабря 2000
- Наиболее длинная победная серия в чемпионате Англии: 14 матчей — с 15 октября 1904 по 3 января 1905, Второй дивизион
- Наиболее длинная победная серия в Премьер-лиге: 12 матчей — с 11 марта по 20 августа 2000
- Наиболее длинная победная домашняя серия в чемпионате Англии: 19 матчей — с 30 октября 2010 по 1 октября 2011, Премьер-лига
- Наиболее длинная голевая серия в высшем дивизионе чемпионата Англии: 36 матчей — с 3 декабря 2007 по 15 ноября 2008, Премьер-лига[62]
- Наиболее длинная домашняя голевая серия в чемпионате Англии: 66 матчей — с 15 декабря 2009 по 22 апреля 2013, Премьер-лига
- Наиболее длинная серия без пропущенных голов в чемпионате Англии: 14 матчей (1333 минуты) — с 15 ноября 2008 по 18 февраля 2009, Премьер-лига[64][65]

#### Серии на старте сезона
- Наиболее длинная беспроигрышная серия на старте сезона во всех соревнованиях: 23 матча — с 8 августа по 27 ноября 2010
- Наиболее длинная беспроигрышная серия на старте сезона в чемпионате Англии: 24 матча — с 16 августа 2010 по 1 февраля 2011
- Наиболее длинная победная серия на старте сезона во всех соревнованиях: 11 матчей — с 17 августа по 28 сентября 1985
- Наиболее длинная победная серия на старте сезона в чемпионате Англии: 10 матчей — с 17 августа по 28 сентября 1985

#### Серии в еврокубках
- Наиболее длинная домашняя беспроигрышная серия в еврокубках: 57 матчей — с 26 сентября 1956 по 25 сентября 1996
- Наиболее длинная беспроигрышная серия в Лиге чемпионов: 25 матчей — с 19 сентября 2007 по 5 мая 2009
- Наиболее длинная беспроигрышная домашняя серия в Лиге чемпионов: 24 матча — с 9 августа 2005 по 3 ноября 2009
- Наиболее длинная беспроигрышная серия на выезде в Лиге чемпионов: 16 матчей — с 19 сентября 2007 по 16 февраля 2010
- Наиболее длинная победная домашняя серия в Лиге чемпионов: 12 матчей — с 13 сентября 2006 по 29 апреля 2008

#### Прочие серии
- Наиболее длинная беспроигрышная серия против «Ливерпуля» в чемпионате Англии: 8 матчей — с 20 сентября 2004 по 23 марта 2008
- Наиболее длинная серия матчей, в которых «Манчестер Юнайтед» забивал 4 и более голов: 4 матча — 
  - с 28 сентября по 19 октября 1907, Первый дивизион 1907/08
    - 4:1, против «Челси», 28 сентября 1907
    - 4:0, против «Ноттингем Форест», 5 октября 1907
    - 6:1, против «Ньюкасл Юнайтед», 12 октября 1907
    - 5:1, против «Блэкберн Роверс», 19 октября 1907

  - с 6 по 27 октября 2007
    - 4:0, против «Уиган Атлетик», Премьер-лига, 6 октября 2007
    - 4:1, против «Астон Виллы», Премьер-лига, 20 октября 2007
    - 4:2, против «Динамо Киев», Лига чемпионов, 23 октября 2007
    - 4:1, против «Мидлсбро», Премьер-лига, 27 октября 2007

#### Количество побед в сезоне
См. примечание о количестве матчей в чемпионате Англии в разные периоды.
- Наибольшее количество побед в сезоне во всех соревнованиях (за всё время): 44 — сезон 2008/09
- Наибольшее количество побед в сезоне во всех соревнованиях (до 1992 года): 38 — сезон 1956/57
- Наибольшее количество побед в сезоне в чемпионате Англии:
  - в 42-матчевом сезоне: 28 — сезон 1956/57, Первый дивизион
  - в 38-матчевом сезоне: 28 — сезон 1905/06, Второй дивизион
  - в 34-матчевом сезоне: 24 — сезон 1904/05, Второй дивизион
  - в 40-матчевом сезоне: 23 — сезон 1987/88, Первый дивизион
  - в 30-матчевом сезоне: 17 — сезон 1896/97, Второй дивизион
- Наибольшее количество побед в сезоне в Премьер-лиге:
  - в 38-матчевом сезоне: 28 — 
    - сезон 1999/2000
    - сезон 2006/07
    - сезон 2008/09
    - сезон 2011/12
    - сезон 2012/13

  - в 42-матчевом сезоне: 27 — сезон 1993/94
- Наименьшее количество побед в сезоне во всех соревнованиях (за всё время): 6 — сезон 1892/93
- Наименьшее количество побед в сезоне во всех соревнованиях (с 1992 года): 25 — сезон 2023/24
- Наименьшее количество побед в сезоне в чемпионате Англии:
  - в 30-матчевом сезоне: 6 — 
    - сезон 1892/93, Первый дивизион
    - сезон 1893/94, Первый дивизион

  - в 42-матчевом сезоне: 7 — сезон 1930/31, Первый дивизион
  - в 38-матчевом сезоне: 9 — сезон 1914/15, Первый дивизион
  - в 34-матчевом сезоне: 11 — сезон 1901/02, Второй дивизион
- Наименьшее количество побед в сезоне в Премьер-лиге:
  - в 38-матчевом сезоне: 18 — сезон 2023/24
  - в 42-матчевом сезоне: 24 — сезон 1992/93

#### Количество ничьих в сезоне
См. примечание о количестве матчей в чемпионате Англии в разные периоды.
- Наибольшее количество ничьих в сезоне во всех соревнованиях (за всё время): 23 — сезон 1969/70
- Наибольшее количество ничьих в сезоне во всех соревнованиях (с 1992 года): 22 — сезон 1998/99
- Наибольшее количество ничьих в сезоне в чемпионате Англии:
  - в 42-матчевом сезоне: 18 — сезон 1980/81, Первый дивизион
  - в 38-матчевом сезоне: 15 — сезон 2016/17, Премьер-лига
  - в 40-матчевом сезоне: 12 — сезон 1987/88, Первый дивизион
  - в 34-матчевом сезоне: 8 — 
    - сезон 1902/03, Второй дивизион
    - сезон 1903/04, Второй дивизион

  - в 30-матчевом сезоне: 8 — сезон 1894/95, Второй дивизион
- Наибольшее количество ничьих в сезоне в Премьер-лиге:
  - в 38-матчевом сезоне: 15 — сезон 2016/17
  - в 42-матчевом сезоне: 12 — сезон 1992/93
- Наименьшее количество ничьих в сезоне во всех соревнованиях (за всё время): 3 — сезон 1893/94
- Наименьшее количество ничьих в сезоне во всех соревнованиях (с 1992 года): 7 — сезон 2006/07
- Наименьшее количество ничьих в сезоне в чемпионате Англии:
  - в 30-матчевом сезоне: 2 — сезон 1893/94, Первый дивизион
  - в 34-матчевом сезоне: 4 — 
    - сезон 1899/1900, Второй дивизион
    - сезон 1900/1901, Второй дивизион

  - в 42-матчевом сезоне: 4 — сезон 1934/35, Второй дивизион
  - в 38-матчевом сезоне: 5 — 
    - сезон 2001/02, Премьер-лига
    - сезон 2006/07, Премьер-лига
    - сезон 2011/12, Премьер-лига
    - сезон 2012/13, Премьер-лига
- Наименьшее количество ничьих в сезоне в Премьер-лиге:
  - в 38-матчевом сезоне: 5 — 
    - сезон 2001/02
    - сезон 2006/07
    - сезон 2011/12
    - сезон 2012/13

  - в 42-матчевом сезоне: 10 — сезон 1994/95

#### Количество поражений в сезоне
См. примечание о количестве матчей в чемпионате Англии в разные периоды.
- Наибольшее количество поражений в сезоне во всех соревнованиях (за всё время): 28 — сезон 1930/31
- Наибольшее количество поражений в сезоне во всех соревнованиях (с 1992 года): 19 — сезон 2023/24
- Наибольшее количество поражений в сезоне в чемпионате Англии:
  - в 42-матчевом сезоне: 27 — сезон 1930/31, Первый дивизион
  - в 30-матчевом сезоне: 22 — сезон 1893/94, Первый дивизион
  - в 38-матчевом сезоне: 17 —
    - сезон 1913/14, Первый дивизион
    - сезон 1914/15, Первый дивизион

  - в 34-матчевом сезоне: 17 — сезон 1901/02, Второй дивизион
  - в 40-матчевом сезоне: 5 — сезон 1987/88, Первый дивизион
- Наибольшее количество поражений в сезоне в Премьер-лиге:
  - в 38-матчевом сезоне: 14 — сезон 2023/24
  - в 42-матчевом сезоне: 6 — 
    - сезон 1992/93
    - сезон 1994/95
- Наименьшее количество поражений в сезоне во всех соревнованиях (за всё время): 5 — 
  - сезон 1905/06
  - сезон 1998/99
- Наименьшее количество поражений в сезоне в чемпионате Англии:
  - в 38-матчевом сезоне: 3 — 
    - сезон 1998/99, Премьер-лига
    - сезон 1999/2000, Премьер-лига

  - в 42-матчевом сезоне: 4 — сезон 1993/94, Премьер-лига
  - в 34-матчевом сезоне: 5 — сезон 1904/05, Второй дивизион
  - в 30-матчевом сезоне: 7 — сезон 1894/95, Второй дивизион
- Наименьшее количество поражений в сезоне в Первом дивизионе:
  - в 42-матчевом сезоне: 6 — 
    - сезон 1956/57
    - сезон 1966/67

  - в 38-матчевом сезоне: 8 — сезон 1910/11
  - в 30-матчевом сезоне: 18 — сезон 1892/93

### Голы

#### Забитые голы
См. примечание о количестве матчей в чемпионате Англии в разные периоды.
- Наибольшее количество забитых голов в сезоне во всех соревнованиях (за всё время): 143 — сезон 1956/57
- Наибольшее количество забитых голов в сезоне во всех соревнованиях (с 1992 года): 130 — сезон 2002/03
- Наименьшее количество забитых голов в сезоне во всех соревнованиях (за всё время): 39 — 
  - сезон 1901/02
  - сезон 1973/74
- Наименьшее количество забитых голов в сезоне во всех соревнованиях (с 1992 года): 73 — сезон 1992/93
- Наибольшее количество забитых голов в сезоне в чемпионате Англии:
  - в 42-матчевом сезоне: 103 — 
    - сезон 1956/57
    - сезон 1958/59

  - в 38-матчевом сезоне: 97 — сезон 1999/2000
  - в 34-матчевом сезоне: 81 — сезон 1904/05
  - в 30-матчевом сезоне: 78 — сезон 1894/95
- Наименьшее количество забитых голов в сезоне в чемпионате Англии:
  - в 30-матчевом сезоне: 36 — сезон 1893/94
  - в 34-матчевом сезоне: 38 — сезон 1901/02
  - в 42-матчевом сезоне: 38 — сезон 1973/74
  - в 38-матчевом сезоне: 45 — 
    - сезон 1911/12
    - сезон 1988/89
- Наибольшее количество забитых голов в сезоне в Премьер-лиге:
  - в 38-матчевом сезоне: 97 — сезон 1999/2000
  - в 42-матчевом сезоне: 80 — сезон 1993/94
- Наименьшее количество забитых голов в сезоне в Премьер-лиге:
  - в 38-матчевом сезоне: 57 — сезон 2023/24
  - в 42-матчевом сезоне: 67 — сезон 1992/93

#### Пропущенные голы
См. примечание о количестве матчей в чемпионате Англии в разные периоды.
- Наибольшее количество пропущенных голов в сезоне во всех соревнованиях (за всё время): 121 — сезон 1930/31
- Наибольшее количество пропущенных голов в сезоне во всех соревнованиях (с 1992 года): 85 — сезон 2023/24
- Наименьшее количество пропущенных голов в сезоне во всех соревнованиях (за всё время): 30 — сезон 1899/1900
- Наименьшее количество пропущенных голов в сезоне во всех соревнованиях (с 1992 года): 33 — сезон 2007/08
- Наибольшее количество пропущенных голов в сезоне в чемпионате Англии:
  - в 42-матчевом сезоне: 115 — сезон 1930/31
  - в 30-матчевом сезоне: 85 — сезон 1892/93
  - в 38-матчевом сезоне: 68 — сезон 1908/09
  - в 34-матчевом сезоне: 53 — сезон 1901/02
- Наименьшее количество пропущенных голов в сезоне в чемпионате Англии:
  - в 38-матчевом сезоне: 22 — сезон 2007/08
  - в 42-матчевом сезоне: 23 — сезон 1924/25
  - в 34-матчевом сезоне: 27 — сезон 1899/1900
  - в 30-матчевом сезоне: 34 — сезон 1896/97
- Наибольшее количество пропущенных голов в сезоне в Премьер-лиге:
  - в 38-матчевом сезоне: 58 — сезон 2023/24
  - в 42-матчевом сезоне: 38 — сезон 1993/94
- Наименьшее количество пропущенных голов в сезоне в Премьер-лиге:
  - в 38-матчевом сезоне: 22 — сезон 2007/08
  - в 42-матчевом сезоне: 28 — сезон 1994/95

#### Разница забитых и пропущенных мячей
- Наилучшая разница забитых и пропущенных мячей в сезоне во всех соревнованиях (за всё время): +77 — сезон 2007/08
- Наилучшая разница забитых и пропущенных мячей в сезоне во всех соревнованиях (до 1992 года): +73 — 
  - сезон 1905/06
  - сезон 1964/65
- Наихудшая разница забитых и пропущенных мячей в сезоне во всех соревнованиях (за всё время): −61 — сезон 1930/31
- Наихудшая разница забитых и пропущенных мячей в сезоне во всех соревнованиях (с 1992 года): +3 — сезон 2023/24
- Наилучшая разница забитых и пропущенных мячей в сезоне в чемпионате Англии: +62 — сезон 1905/06
- Наихудшая разница забитых и пропущенных мячей в сезоне в чемпионате Англии: −62 — сезон 1930/31
- Наилучшая разница забитых и пропущенных мячей в сезоне в Премьер-лиге: +58 — сезон 2007/08
- Наихудшая разница забитых и пропущенных мячей в сезоне в Премьер-лиге: -1 — сезон 2023/24

### Очки
См. примечание о количестве матчей в чемпионате Англии в разные периоды.
- Наибольшее количество набранных очков в сезоне в чемпионате Англии (2 очка за победу):
  - в 42-матчевом сезоне: 64 — сезон 1956/57, Первый дивизион
  - в 38-матчевом сезоне: 62 — сезон 1905/06, Второй дивизион
  - в 34-матчевом сезоне: 53 — сезон 1904/05, Второй дивизион
  - в 30-матчевом сезоне: 39 — сезон 1896/97, Второй дивизион
- Наибольшее количество набранных очков в сезоне в чемпионате Англии (3 очка за победу):[A 16]:
  - в 42-матчевом сезоне: 92 — сезон 1993/94, Премьер-лига
  - в 38-матчевом сезоне: 91 — сезон 1999/2000, Премьер-лига
- Наибольшее количество набранных очков в сезоне в Первом дивизионе (3 очка за победу)[A 16]:
  - в 40-матчевом сезоне: 81 — сезон 1987/88
  - в 42-матчевом сезоне: 78 — 
    - сезон 1981/82
    - сезон 1991/92

  - в 38-матчевом сезоне: 59 — сезон 1990/91
- Наименьшее количество набранных очков в сезоне в чемпионате Англии (2 очка за победу):
  - в 30-матчевом сезоне: 14 — сезон 1893/94, Первый дивизион
  - в 42-матчевом сезоне: 22 — сезон 1930/31, Первый дивизион
  - в 34-матчевом сезоне: 28 — сезон 1901/02, Второй дивизион
  - в 38-матчевом сезоне: 30 — сезон 1914/15, Первый дивизион
- Наименьшее количество набранных очков в сезоне в чемпионате Англии (3 очка за победу)[A 16]:
  - в 38-матчевом сезоне: 48 — сезон 1981/82, Первый дивизион
  - в 42-матчевом сезоне: 56 — сезон 1986/87, Первый дивизион
- Наименьшее количество набранных очков в сезоне в Премьер-лиге (3 очка за победу)[A 16]:
  - в 38-матчевом сезоне: 60 — сезон 2023/24
  - в 42-матчевом сезоне: 84 — сезон 1992/93

### Количество зрителей
См. примечание о вместимости домашних стадионов.
- Наибольшее количество зрителей в домашнем матче во всех соревнованиях: 82 771 — против «Брэдфорд Парк Авеню», Кубок Англии, 29 января 1949
- Наибольшее количество зрителей в выездном матче во всех соревнованиях: 135 000 — против «Реал Мадрид», Кубок европейских чемпионов, 11 апреля 1957
- Наибольшее количество зрителей в домашнем матче чемпионата Англии (на «Мейн Роуд»): 81 962 — против «Арсенала», Первый дивизион, 17 января 1948
- Наибольшее количество зрителей в выздном матче чемпионата Англии: 72 077 — против «Эвертона», Первый дивизион, 4 сентября 1957
- Наибольшее количество зрителей в домашнем матче в Премьер-лиге (на «Олд Траффорд»): 76 098 — против «Блэкберн Роверс», 31 марта 2007
- Наибольшее количество зрителей в выездном матче в Премьер-лиге: 60 161 — против «Арсенала», 3 ноября 2007
- Наибольшее количество зрителей в домашнем матче в Кубке Англии (на «Олд Траффорд»): 75 550 — против «Арсенала», 16 февраля 2008
- Наибольшее количество зрителей в выездном матче в Кубке Англии: 77 920 — против «Эвертона», 14 февраля 1953